# Marina Grande (Capri)

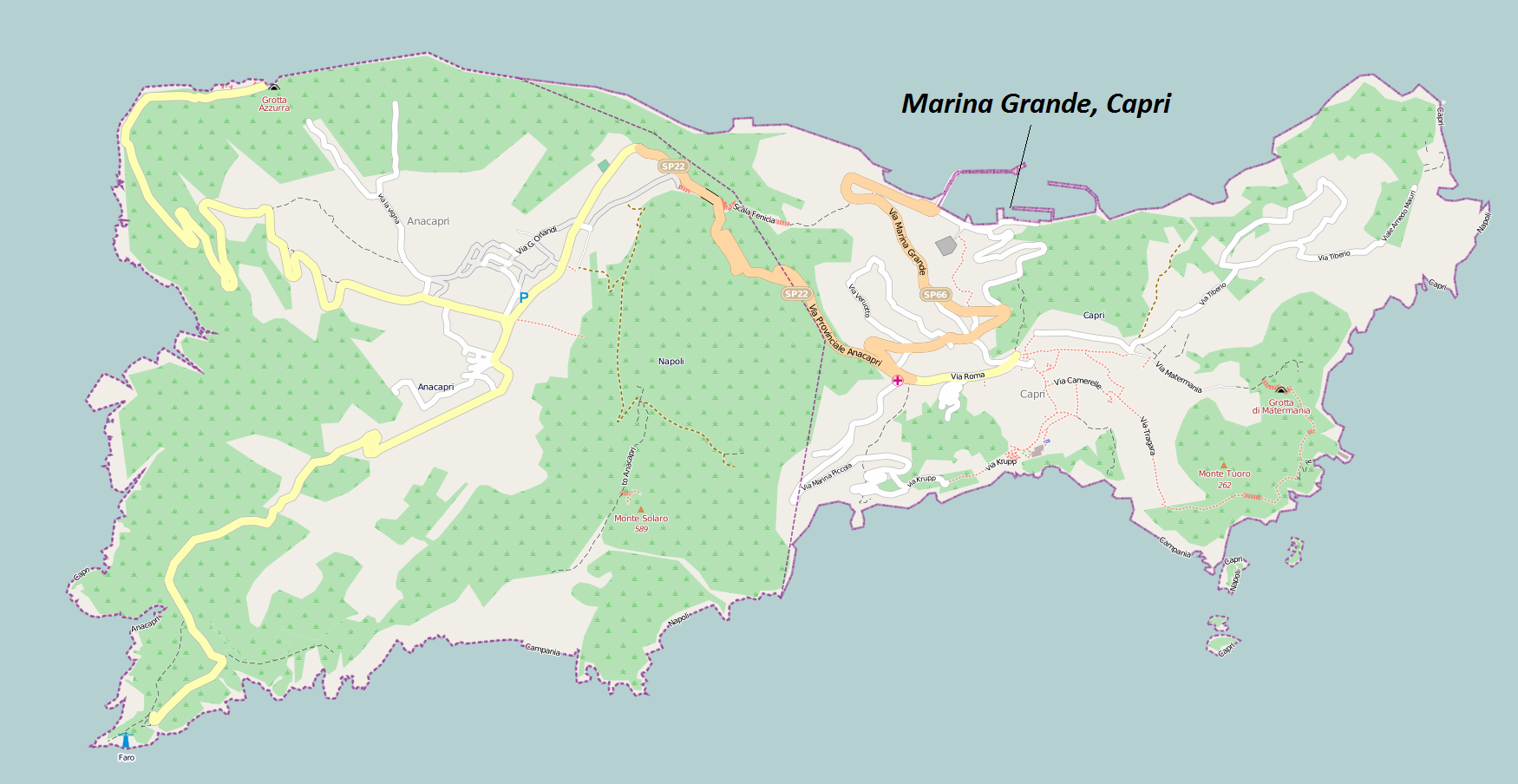
Mapa de la ubicación

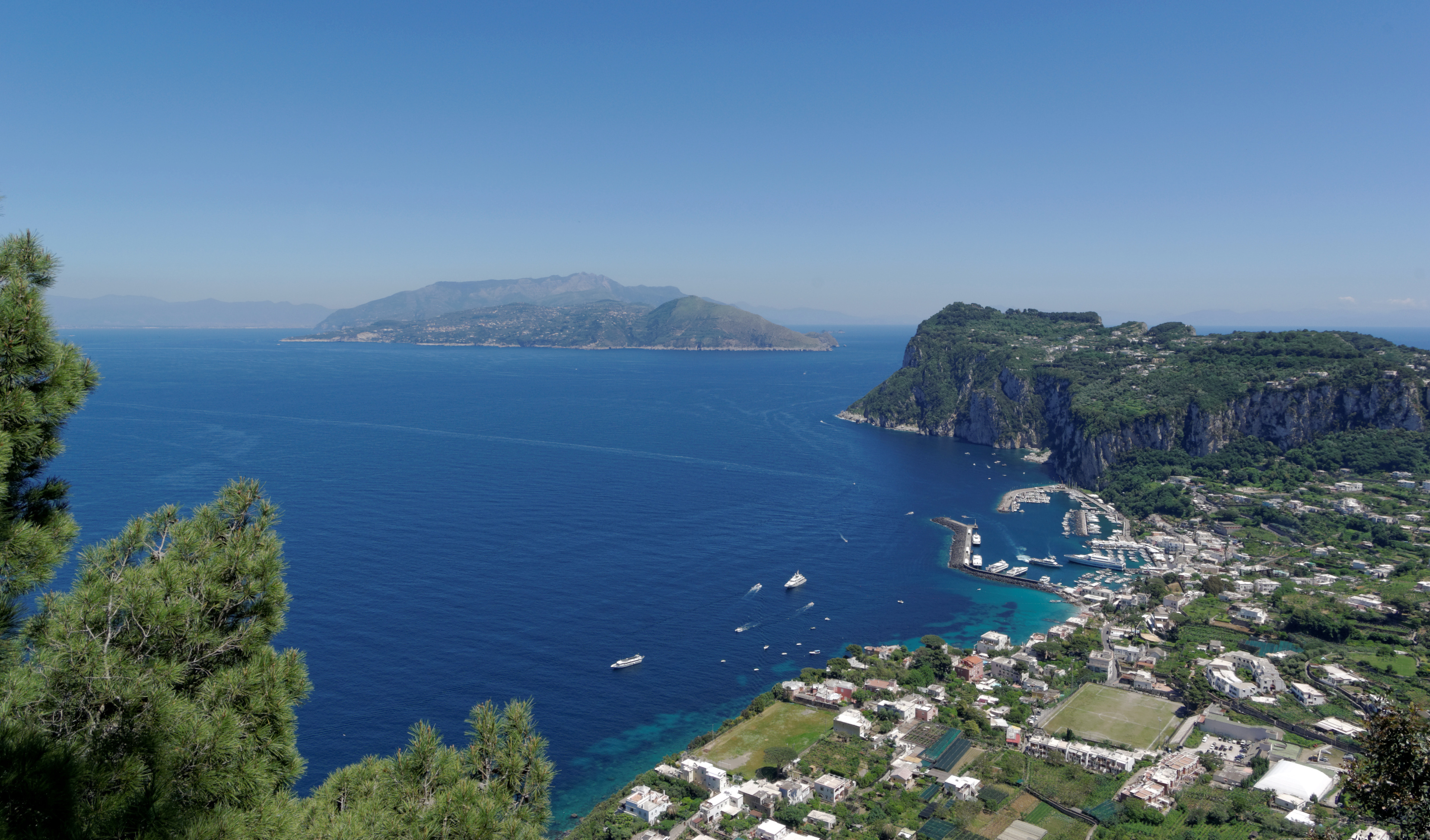
Marina Grande, Capri

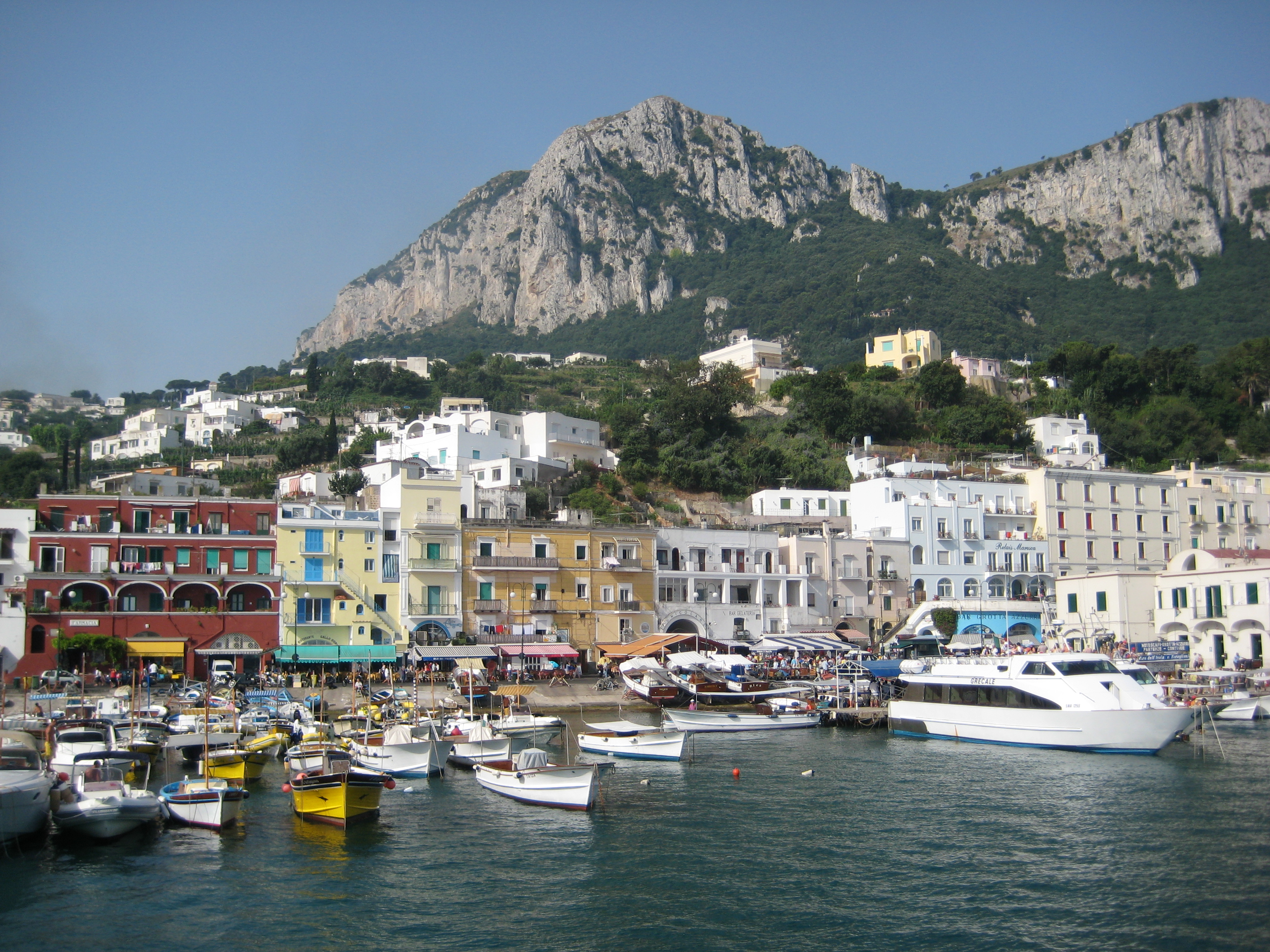
Marina Grande

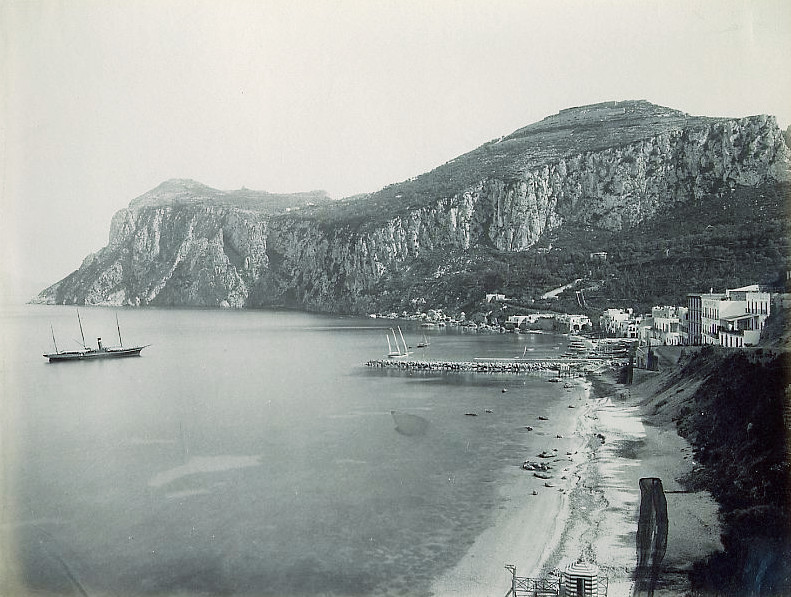
Marina Grande, ca. 1880 (fotografía de Giorgio Sommer)

Marina Grande es el principal puerto de la isla de Capri en Italia, al norte de la ciudad principal de Capri y al pie del Monte Solaro.

## Historia
La Marina Piccola, en la costa sur de la isla, precedió a la Marina Grande;  fue utilizada por Augustus y Tiberius. Un antiguo puerto pesquero, los romanos utilizaron la Marina Grande como puerto durante la época de Augusto, y construyeron el Palazzo a Mare en las cercanías. Tiberio fortificó y reforzó la Marina Grande. Capri fue también el primer punto de la Campania en el que desembarcaron los griegos y se dice que las mujeres de Capri "todavía muestran, a veces, rasgos distintivos de los griegos". En el siglo VII, el Obispo Costanzo murió cerca de Marina Grande y se convirtió en el patrón de la isla; la Chiesa di San Costanzo está situada entre Marina Grande y Anacapri.

## Geografía
Marina Grande se encuentra en el lado norte de la isla. El viaje entre la Marina Piccola y la Marina Grande se realiza dando vueltas alrededor de pilas de Faraglioni. Antes de 1928, el atraque tenía lugar directamente en la bahía, pero desde entonces se ha convertido en un puerto y balneario con una notable playa, que es la más grande de la isla. Una pequeña plaza da al puerto rodeada por "las características casas de Capri, caracterizadas por las terrazas, los balcones, las galerías abiertas y las fachadas multicolores de la ciudad, iluminadas por el "rojo pompeyano", que es una de las notas de color más intensas de toda la costa napolitana". La ciudad también se caracteriza por sus empinadas terrazas con flora mediterránea. La capital Corintia se encuentra en un alto pedestal al final del muelle occidental, testimonio de la presencia romana en la zona.

## Transporte
Los barcos operan entre Marina Grande y Nápoles en tierra firme, y también en excursiones para visitar la Gruta Azul. El Funicolar, el teleférico que dirige la SIPPIC, conecta el puerto con la Piazzetta del centro de la ciudad; al igual que el autobús con Anacapri. A partir del 2012, el precio de un billete de tren de ida a la ciudad de Capri era de 1.50€.

## Turismo
Entre los hoteles notables se encuentran Villa Marina Capri, Hotel Excelsior Parco Capri, Relais Maresca, y Hotel Bristol. La Pizzería Ristorante  Lo Zodiaco se encuentra en el frente del puerto. A mediados de septiembre, se celebra en la Marina Gran un festival anual de la Madonna della Libera.